# 水素貯蔵
水素貯蔵（すいそちょぞう）の方法は、高圧、極低温、水素吸蔵、及び化学変化の4つの方法が存在する。

## 高圧・低温貯蔵
水素の密度は圧力・温度双方に相関があり、これを制御することで貯蔵する。

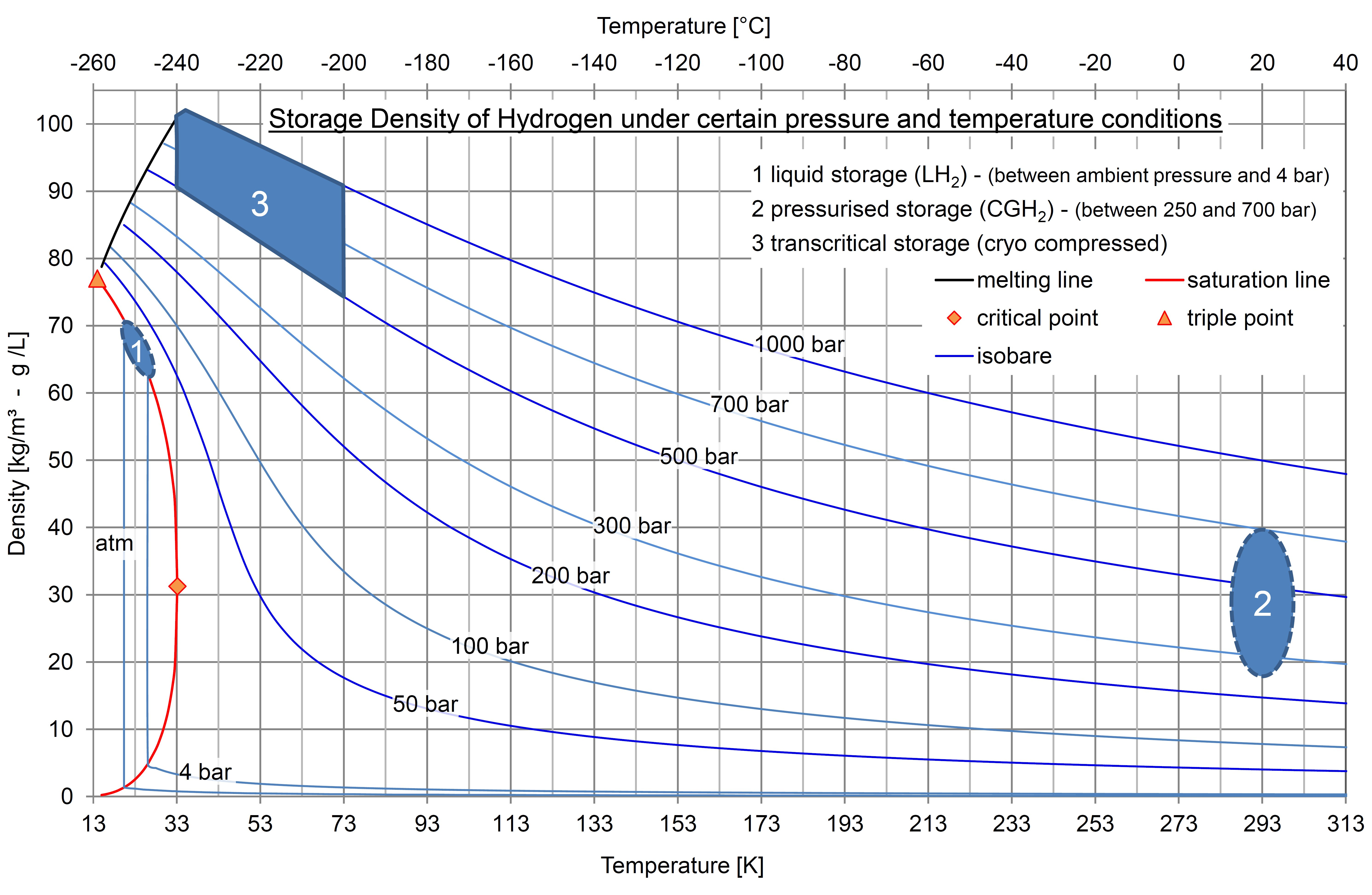
水素の密度と圧力・温度の関係

### 高圧圧縮
圧縮水素は、貯蔵密度を高めるために水素ガスが加圧下に保たれる貯蔵形態である。タイプIVカーボンコンポジット技術に基づく車両の水素燃料電池システムには、35MPa(5,000 psi)および70MPa(10,000 psi)の水素タンク内の圧縮水素が使用されている。ホンダや日産など、自動車メーカーがゼロエミッション車のためにこのソリューションを開発している。
高圧ガスを取扱うため法制上の制限を受けたり、破裂の危険性にいかに対処するか、高圧ガスを如何にして生成するかが課題になる。

### 液体水素
BMWはBMW Hydrogen 7用に製造している自動車用の液体水素タンクに取り組んでいる。
日本は神戸のタンカー港に液体水素(LH2)を貯蔵しており、2020年に液化水素運搬船「すいそ ふろんてぃあ」を使用した実証実験を行った。水素は、-162℃で貯蔵されている液化天然ガス(LNG)と同様に、-253℃で液化する。冷却により33.3kWh / kgのうち12.79%または4.26kWh / kgの潜在的効率損失が生ずる。
水素を高密度で貯蔵できるが極低温に冷却しなければならない困難ゆえ、スペースシャトルやロケットエンジンなど特に高い性能が要求される分野で主に用いられる。

## 水素吸蔵合金
水素原子が結晶格子中に入り込んだり（固溶）、金属原子と反応して金属水素化物を生成する（化学的結合）ことで貯蔵する。貯蔵するうえで高圧圧縮が必要になったり、合金により質量が重くなりがちであったり、また合金によっては高価だったりするのが課題。

## 化学変化
アンモニア-窒素のように再利用を前提としないもの、トルエン-メチルシクロヘキサンのように脱水素後再利用可能なものがある。
可逆的に水素を放出できる有機化合物を有機ハイドライドと呼ぶ。
前者はエネルギー密度が高く、体積エネルギー密度は121kg-H2/m3となり液体水素にすら勝るほか、利用後の物質を順次廃棄することで機体を軽量化し、燃費を改善できる。
ただ、アンモニアは水素ほどではないにしろ高圧もしくは低温による液化が必要なうえ、生成には高温高圧のハーバー・ボッシュ法を必要とするなど困難を伴う。
後者は再利用、貯蔵が容易だが、水素貯蔵密度はトルエン-メチルシクロヘキサン （47.0kg-H2/m3）,ベンゼン←→シクロヘキサン（56.0kg-H2/m3）,ナフタレン←→デカリン（65.4kg-H2/m3）となっており、前者に比べるとエネルギー密度が劣る。